# Giōrgos Kezos
Giōrgos Kezos (in greco: Γιώργος Κέζος; Paralimni, 11 giugno 1954) è un ex calciatore cipriota, di ruolo difensore.

## Carriera
Ha giocato per la nazionale cipriota dal 1981 al 1984 collezionando 12 presenze.